# لينا المر نعمة
{{صندوق معلومات شخص
| الاسم = Lina Murr Nehmé
| الصورة = Lina Murr Nehme.jpg
| حجم الصورة =
| تعليق الصورة =
| تاريخ الولادة = لينا المر نعمة (مواليد 1955) هي مؤلفة وأستاذة فرنسية لبنانية في الجامعة اللبنانية، ألفت العديد من الكتب بعدة لغات عن حضارات الأمس واليوم وخاصة حول التطرف الديني الحديث.

## العمل والمناصب

### التطرف الديني
على مدار العديد من الكتب (وخاصة «فتاوى وكاريكاتير» ) حللت لينا المر نعمة الفتاوى والخطب وغيرها من المواد التي يوزعها المتطرفون الإسلاميون، وباستخدام معرفتها باللغة العربية أتاحت النصوص الرئيسية للجمهور غير المتخصص، وتغطي تحليلاتها موضوعات مثل كيف يبرر المتطرفون الهجمات مثل هجمات ميدي بيرينيه 2012، واصفةً شبكات الإسلاميين في الغرب وتمويلهم ومناقشةً سجلات حقوق الإنسان لأولئك الذين يمولون رجال الدين المتطرفين مثل حالة رائف بدوي.

### الدفاع عن التراث الثقافي
في عام 2012 اتخذت لينا المر نعمة إجراءات للدفاع عن المواقع الأثرية في بيروت المقرر تدميرها، وبعد مرحلة أولية من الضغط السياسي بما في ذلك لقاء مع وزير الثقافة نظمت مظاهرة في 21 أبريل 2012 تركزت على وضع القطعة 1474 التي تحتوي على بقايا أثرية، وأكدت في تصريحات للصحافة أن أرباح الشركات الخاصة يجب أن تحتل المرتبة الثانية في الحفاظ على التراث الثقافي.

### الرهائن
كما اتخذت مواقف بشأن قضية رهائن الحرب من الحرب اللبنانية مشيرة إلى أن العديد من العائلات لا تزال غير متأكدة من مصير أحد أفراد أسرتها، وهي تطالب بالإفراج عن أية رهائن لا تزال حية وبأن يتم الإفصاح عن المعلومات بشأن القتلى، كما اتخذت موقعًا علنيًا للتحقيق الكامل في مقبرة جماعية مزعومة اكتُشفت في الشبانية في لبنان، جاء ذلك عقب فضيحة القبور الجماعية التي بدأت عام 2008 والتي بدأت بنشر مقال للصحفية منال شعيا يكشف عن موقع مقبرة جماعية مزعومة في هالات بلبنان.

### الحق في الخصوصية
في عام 2011 اتخذت لينا موقفًا بشأن الحق في الخصوصية مشيرة إلى مدى جمع كميات كبيرة من البيانات عن المواطنين اللبنانيين من قبل الحكومة وفي بعض الحالات تسربت إلى أطراف خارجية.